# AKB48のコンセプト
AKB48のコンセプト（エーケービーフォーティーエイトのコンセプト）は、公式な活動方針である「会いに行けるアイドル」である。

## 俗説
AKB48のコンセプトは「会いに行けるアイドル」であるが、AKB48のオーディションで「クラスで1番ではない子を集めた」とする俗説があり、これをAKB48のコンセプトであると捉える者がいる。
「AKB48#活動方針・目標・ルール」を参照。

### 秋元康の見解
総合プロデューサーの秋元康は2015年2月20日付『アナザースカイ』において司会である今田耕司からの問いかけに対し、「そんなことは言っていない。いつの間にか都市伝説のように。全力で可愛い子を集めたつもり」と否定したが、その一方で「自分の1番目は誰かの3番目かもしれない」と、あくまで主観に過ぎない「可愛い」は人によって変わることもあると持論を展開している。